# Ovčáry (okres Mělník)
Obec Ovčáry se nachází v okrese Mělník, kraj Středočeský. Rozkládá se asi šestnáct kilometrů jihovýchodně od Mělníka a sedm kilometrů východně od města Neratovice. Žije zde 514 obyvatel.

## Historie
První písemná zmínka o obci pochází z roku 1350.

## Obecní správa
V letech 1960–1990 k obci patřily Nedomice.

### Územněsprávní začlenění
Dějiny územněsprávního začleňování zahrnují období od roku 1850 do současnosti. V chronologickém přehledu je uvedena územně administrativní příslušnost obce v roce, kdy ke změně došlo:
- 1850 země česká, kraj Praha, politický okres Karlín, soudní okres Brandýs nad Labem[5]
- 1855 země česká, kraj Praha, soudní okres Brandýs nad Labem
- 1868 země česká, politický okres Karlín, soudní okres Brandýs nad Labem
- 1908 země česká, politický i soudní okres Brandýs nad Labem[6]
- 1939 země česká, Oberlandrat Mělník, politický i soudní okres Brandýs nad Labem[7]
- 1942 země česká, Oberlandrat Praha, politický i soudní okres Brandýs nad Labem[8]
- 1945 země česká, správní i soudní okres Brandýs nad Labem[9]
- 1949 Pražský kraj, okres Brandýs nad Labem[10]
- 1960 Středočeský kraj, okres Mělník
- 2003 Středočeský kraj, okres Mělník, obec s rozšířenou působností Neratovice

## Společnost
V obci Ovčáry (760 obyvatel) byly v roce 1932 evidovány tyto živnosti a obchody: 4 autodopravci, obchod s cukrovinkami, 3 obchody s dobytkem, holič, 3 hostince, kovář, 3 krejčí, 2 obchody s máslem a vejci, 3 obuvníci, 12 obchodů s ovocem a zeleninou, pekař, řezník, 5 obchodů se smíšeným zbožím, Spořitelní a záložní spolek pro Ovčáry a Nedomice, 4 švadleny, 2 trafiky, truhlář, 2 obchody s uhlím, 14 zelinářů.

## Pamětihodnosti
- Krucifix

## Doprava
Dopravní síť
- Pozemní komunikace – Obcí prochází silnice II/331 Nymburk - Lysá n.L. - Ovčáry - Záboří - (Mělník).
- Železnice – Obec Ovčáry leží na železniční trati 072 Lysá nad Labem - Mělník - Litoměřice - Ústí nad Labem západ. Jedná se o dvoukolejnou elektrizovanou celostátní trať zařazenou do evropského železničního systému, doprava byla zahájena roku 1874.

Veřejná doprava 2012
- Autobusová doprava – V obci měly zastávky příměstské autobusové linky do těchto cílů: Brandýs nad Labem-Stará Boleslav, Kostelec nad Labem, Mělník, Neratovice, Všetaty (dopravci ČSAD Střední Čechy, a. s. a Veolia Transport Praha, s. r. o.).
- Železniční doprava – V železniční zastávce Ovčáry zastavovalo v pracovních dnech 10 osobních vlaků, o víkendech 8 osobních vlaků.

## Turistika
Obcí vede turistická trasa  Konětopy, U Pískovny - Ovčáry - Kozly - Neratovice.

## Galerie

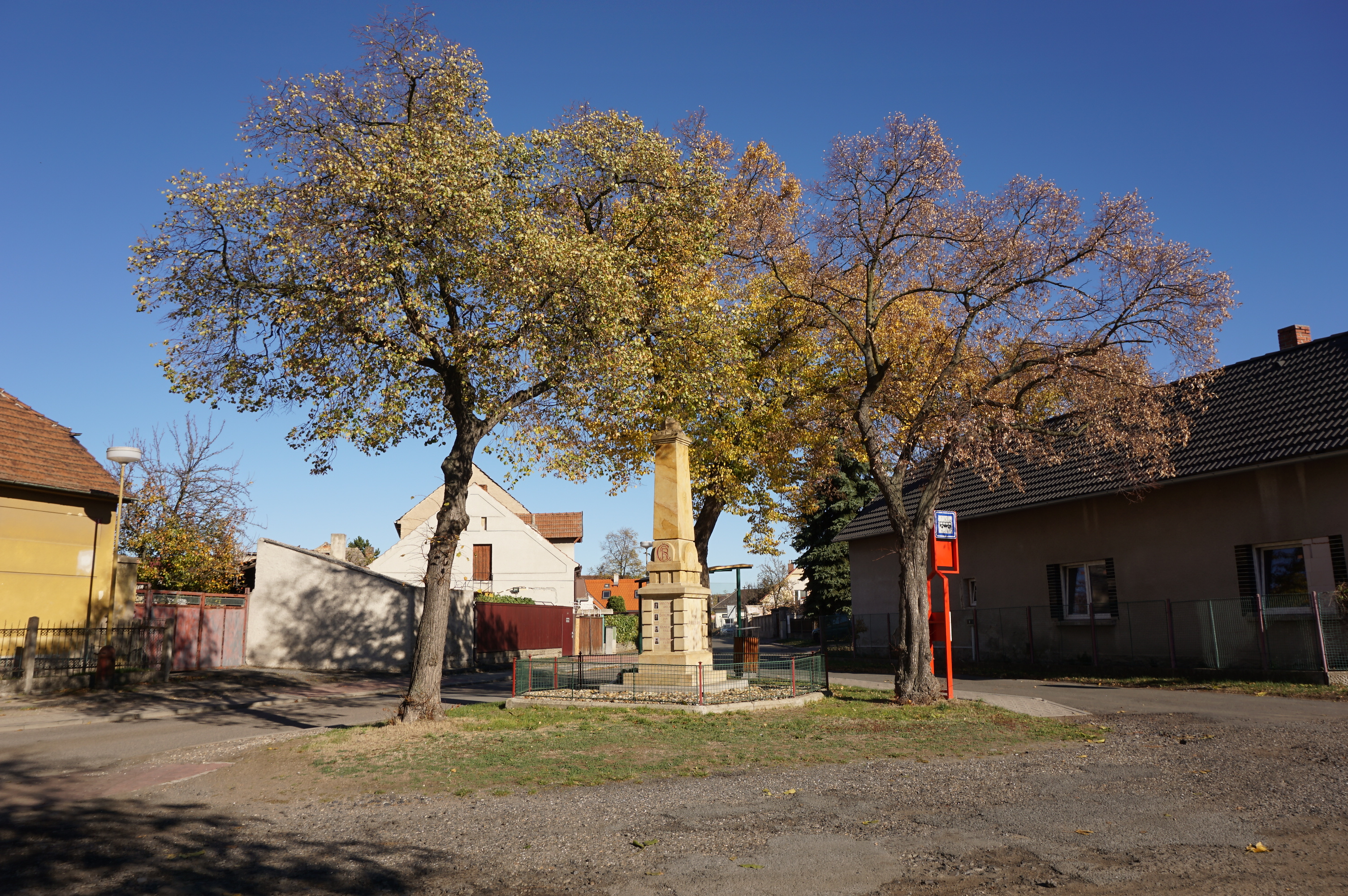
Pomník padlým  v 1. světové válce
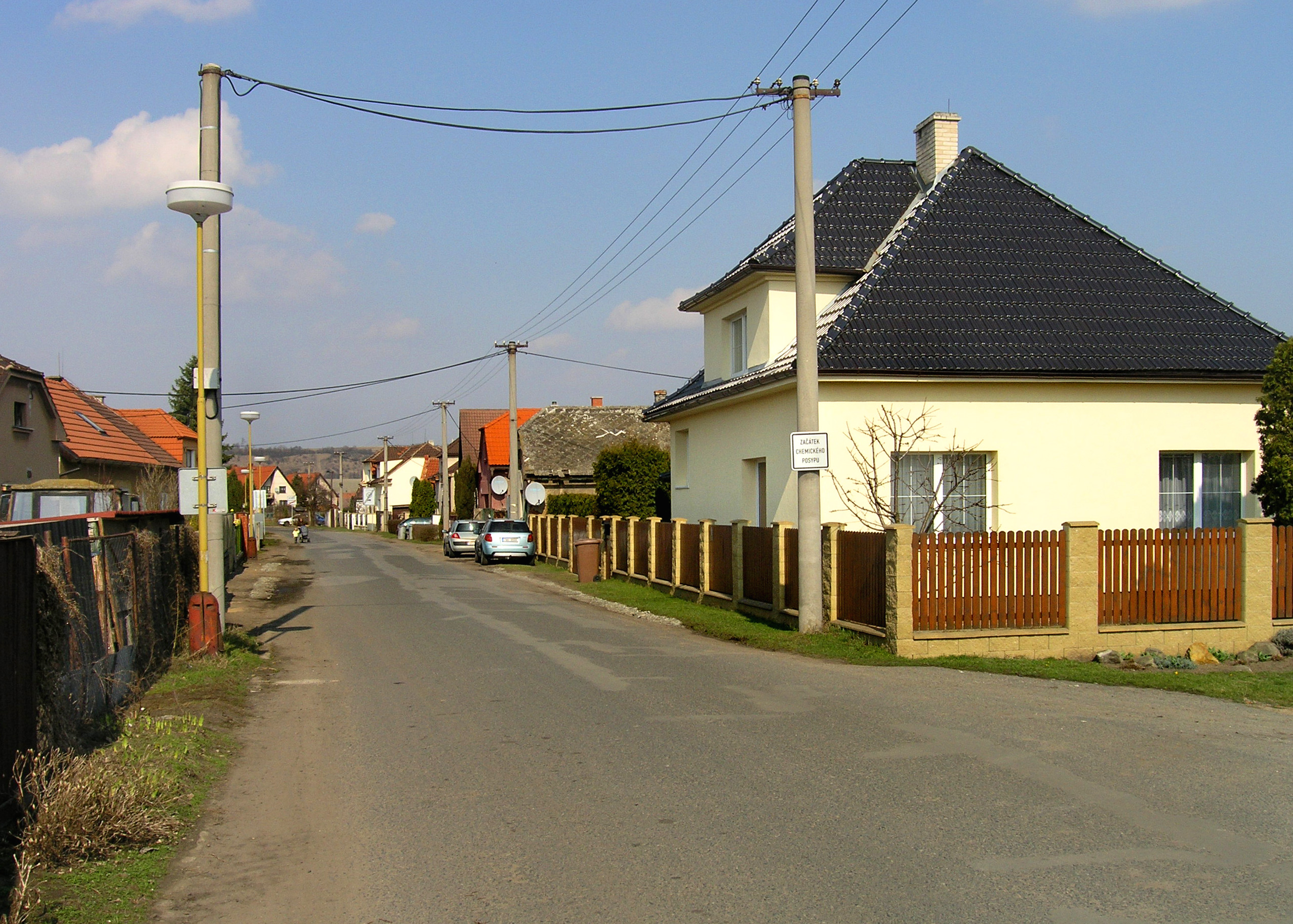
Severní část obce
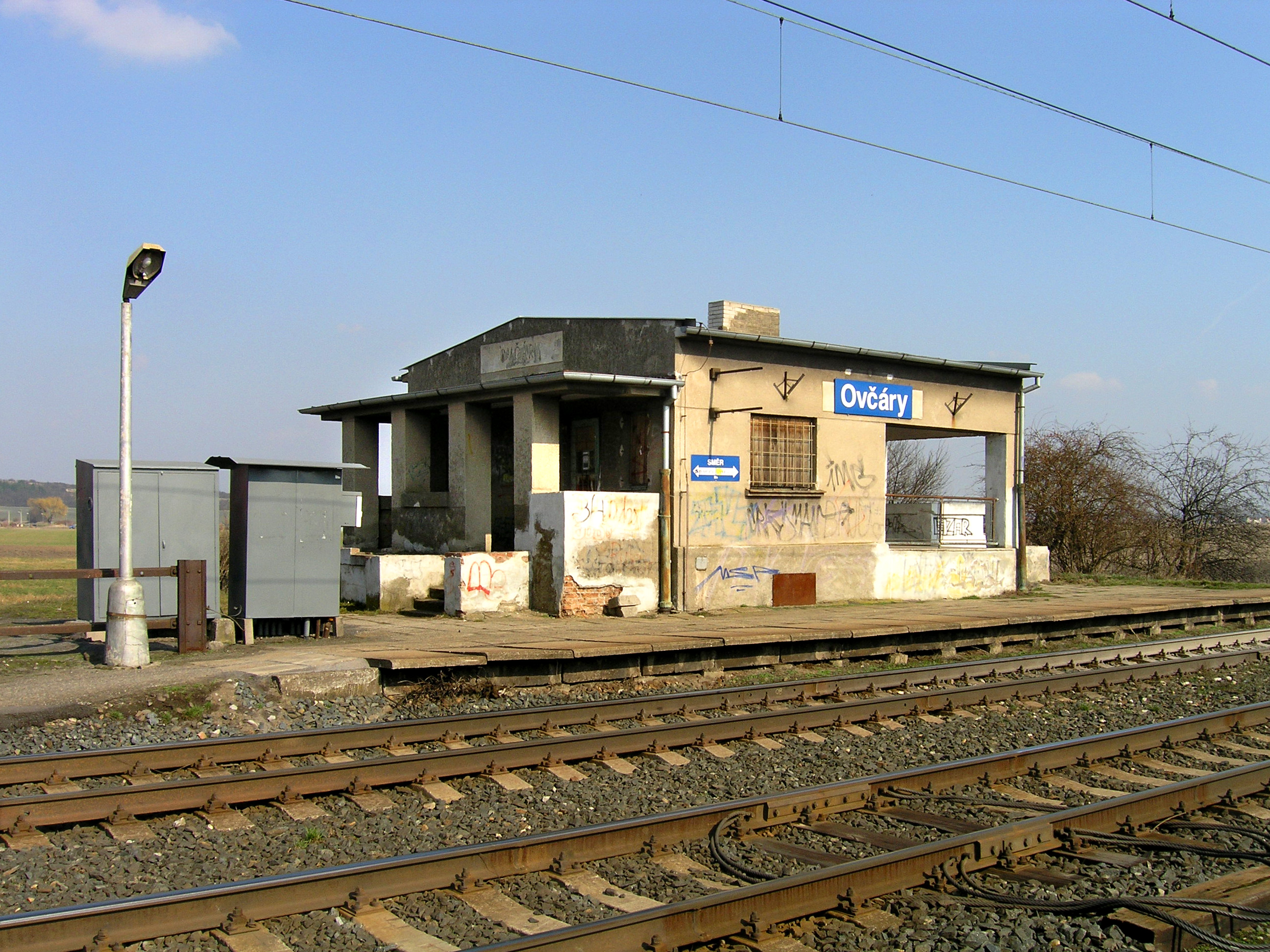
Železniční zastávka
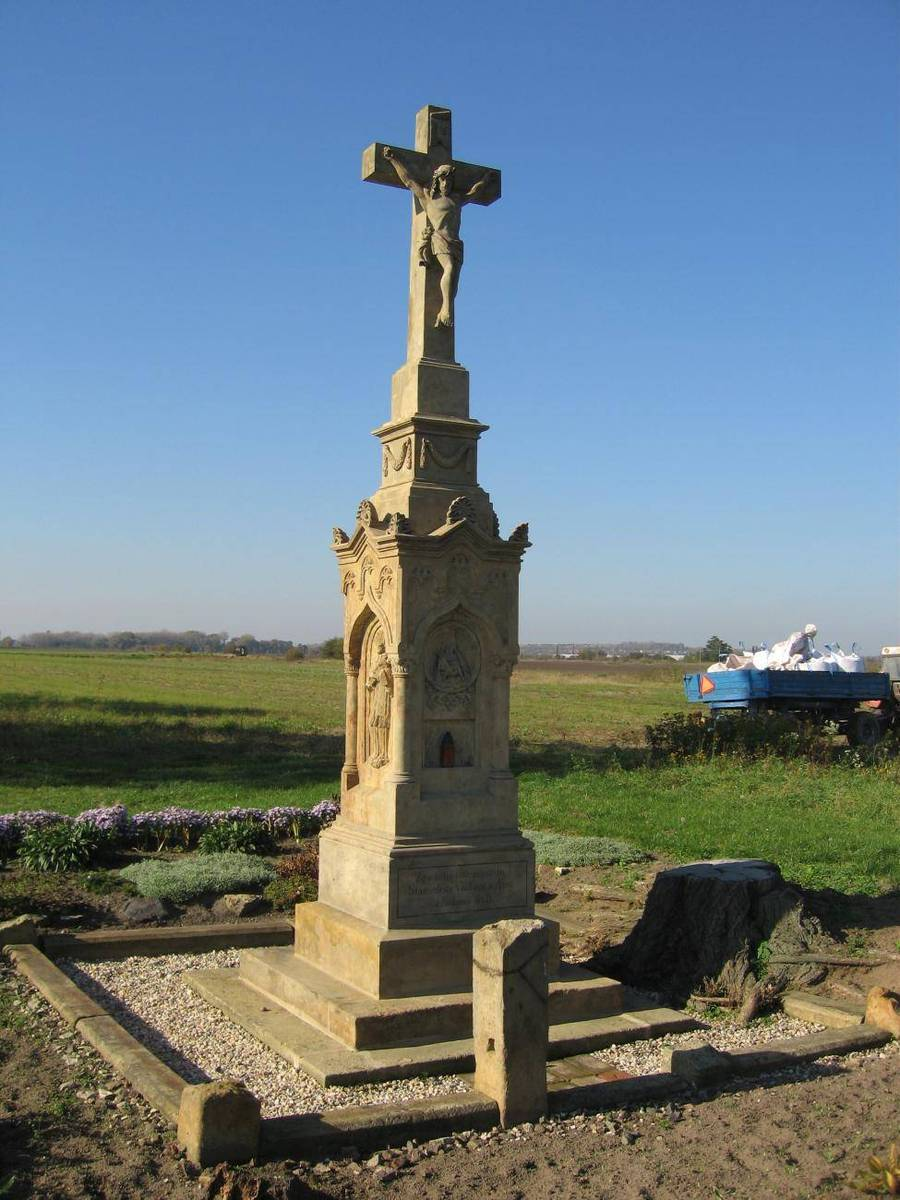
Kříž západně od Ovčár u silnice na Mělník
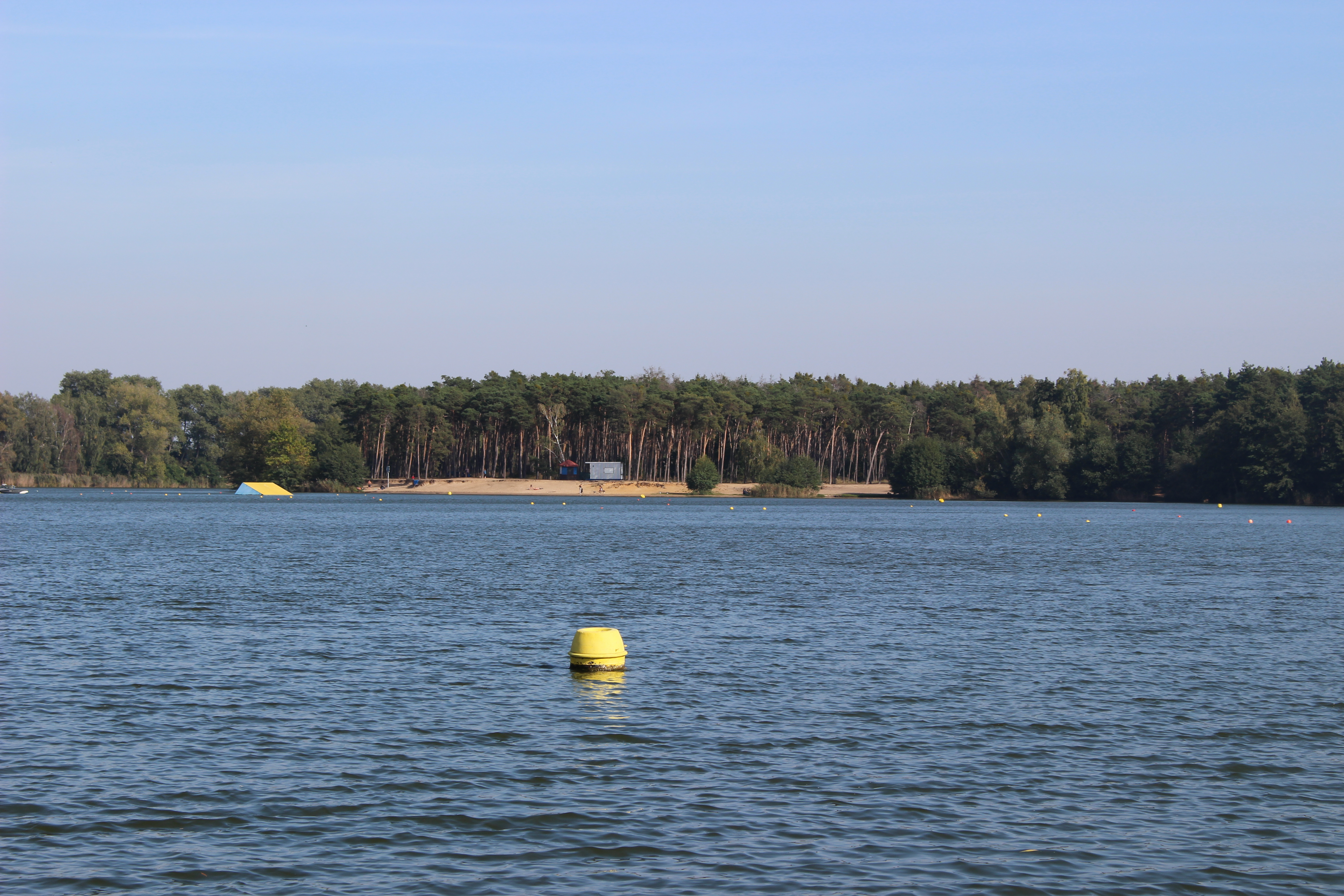
Křenecké jezero